# Doble Mercedes de 1927
La 5ª edición de la Doble Mercedes se disputó el día 30 de enero de 1927. Constando de un recorrido entre la ciudad de Buenos Aires y Mercedes regresando a la ciudad de Buenos Aires. La carrera fue organizada por el Club Ciclista Nacional, que fue el creador de la misma.
El ganador fue el mendocino Cosme Saavedra, quien se impuso por un muy amplio margen a sus escoltas en el podio Fernando Fileni y por más de 30 minutos sobre el tercero Oreste Isolio. De esta manera Saavedra fue el primer ciclista en ganar tres veces concecutivas la prueba.

## Clasificación final
| Posición | Ciclista        | Tiempo     |
| -------- | --------------- | ---------- |
| 1        | Cosme Saavedra  | 6 h 31'53" |
| 2        | Fernando Fileni | + 12'36"   |
| 3        | Oreste Isolio   | + 30'20"   |
| 4        | Ramón Oliva     | + 30'20"   |
| 5        | Juan Cassero    | + 30'20"   |